# K'inich Yo'nal Ahk I
K'inich Yo'nal Ahk I (pronunciación maya: kʼinitʃ joːnal ahk), también conocido como Gobernante 1 (fallecido el 3 de febrero de 639 d. C.), fue un ajaw de Piedras Negras, un antiguo asentamiento maya en Guatemala. Gobernó durante el Período Clásico Tardío, del 603 al 639 d. C. Se ha propuesto que habría iniciado una nueva dinastía en Piedras Negras, después de años de reyes ineficaces. En cuanto a cómo Kʼinich Yoʼnal Ahk I llegó al poder, aun no se ha llegado a un consenso, aunque se sabe que libró varias guerras exitosas contra Palenque y Sak Tzʼiʼ. Fue sucedido por su hijo, Itzam Kʼan Ahk I, en 639 d. C. y dejó varios monumentos, incluidas estelas en Piedras Negras y un gran templo mortuorio ahora conocido como Pirámide R-5.

## Biografía
Kʼinich Yoʼnal Ahk I, también conocido como Gobernante 1, fue un ajaw (líder) de Piedras Negras en el siglo VII d. C.   Según los mayistas Simon Martin y Nikolai Grube, el nombre del gobernante significa «Gran Sol?»-Tortuga".  Su nombre fue posteriormente tomado por los futuros líderes de Piedras Negras, Kʼinich Yoʼnal Ahk II y Yoʼnal Ahk III. El título kʼinich se traduce como "cara roja" y es una referencia a la creencia de los gobernantes del asentamiento de que eran los «señores del sol».   Kʼinich Yoʼnal Ahk I ascendió al cargo de ajaw el 14 de noviembre de 603 d. C. (9.8.10.6.16 10 Kib 9 Mak en la Cuenta Larga ), aunque se desconocen los detalles exactos que rodearon su ascensión. Los mayistas Stephen D. Houston y Charles Golden han planteado la hipótesis de que fundó una nueva línea de gobernantes en Piedras Negras, posiblemente después de algún desastre que destronó a los líderes anteriores. 
Kʼinich Yoʼnal Ahk I demolió sistemáticamente edificios y monumentos en Piedras Negras erigidos o asociados con reyes anteriores, aparentemente para limpiar completamente el centro de cualquier recordatorio de estos gobernantes "desacreditados". Este período de destrucción, que se centró principalmente en las estructuras dentro y alrededor del Grupo Oeste del sitio, probablemente estuvo ritualizado, como lo evidencian las pistas reveladoras que quedaron, como ofrendas de cerámica, jade y pequeñas figuras. Después de este período de destrucción, Kʼinich Yoʼnal Ahk I trasladó su atención al Grupo Sur, donde comenzó a erigir nuevos edificios. 
Kʼinich Yoʼnal Ahk I libró batallas contra Palenque (el principal rival de Piedras Negras en la zona) y Sak Tzʼiʼ (un «estado menor»); en la primera guerra, supuestamente capturó a un aj kʼuhuun («señor») llamado Chʼok Balam, y en la segunda se dice que capturó a un ajaw llamado Kʼab Chan Teʼ.  Kʼinich Yoʼnal Ahk I murió el 3 de febrero de 639 d. C. (9.10.6.2.1 5 Imix 19 Kʼayab), probablemente fue enterrado en la pirámide R-5, y fue sucedido por su hijo, Itzam Kʼan Ahk I, quien más tarde dedicó o reabrió la tumba de su padre en 658 d. C.

## Monumentos

### Estelas

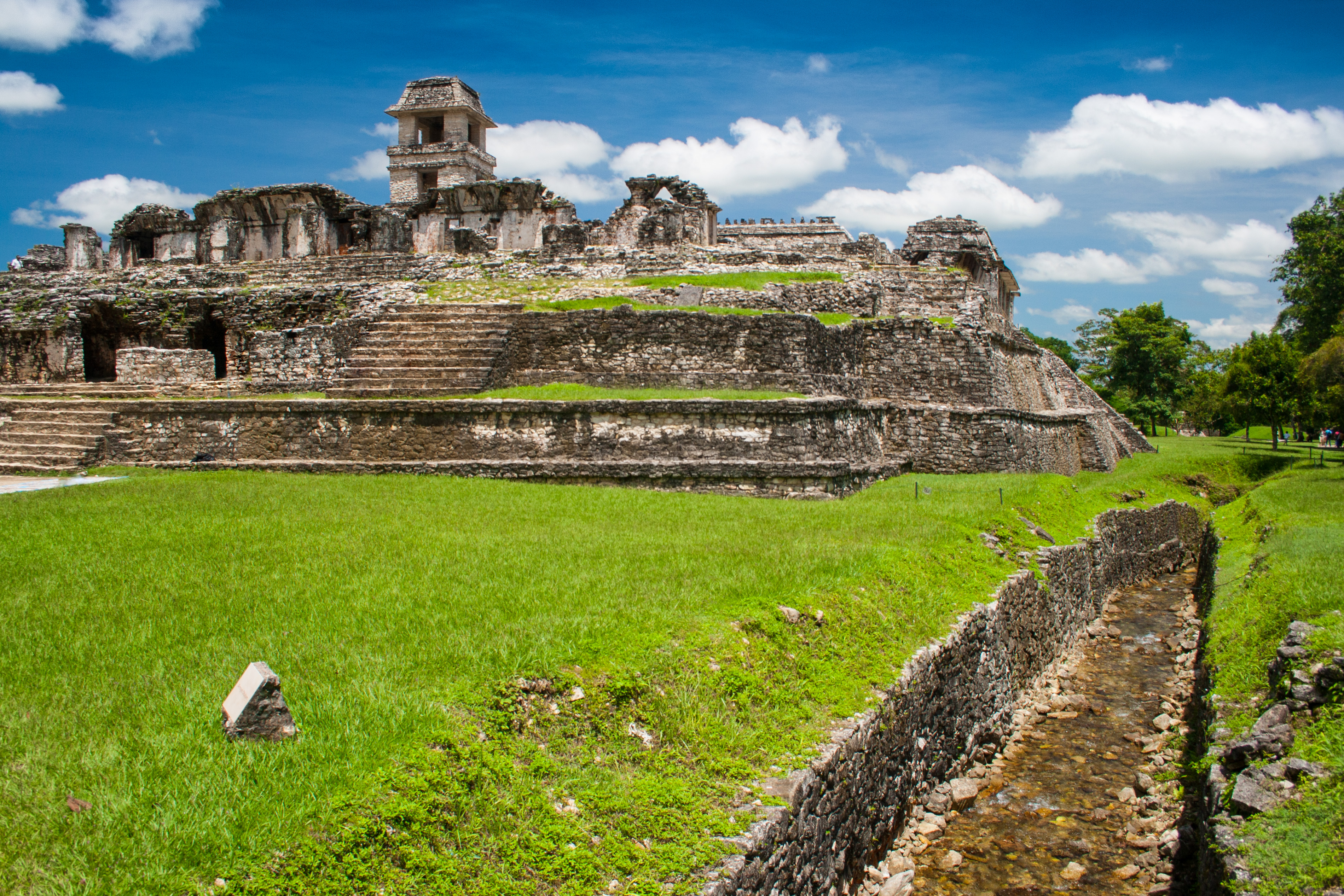
Según la estela de Piedras Negras, Kʼinich Yoʼnal Ahk I libró una guerra exitosa contra Palenque (en la foto).

Kʼinich Yoʼnal Ahk I erigió numerosas estelas, muchas de las cuales se convirtieron en verdaderos modelos para las construidas por otros gobernantes de Piedras Negras. La primera estela de Kʼinich Yoʼnal Ahk I fue la Estela 25, que consolidó el uso del estilo «nicho»; estos monumentos presentan al ajaw en un pequeño hueco, sentado en una plataforma elevada intrincadamente decorada, lo que sugiere simbólicamente que el líder ha sido elevado en el aire. En la Estela 25, Kʼinich Yoʼnal Ahk I está sentado sobre un “cojín de jaguar ”, conectado al suelo por una escalera manchada con huellas de sangre (que representan un sacrificio humano ). Por encima del rey está el cielo, representado como un gran dosel, y encima de éste hay un "gran pájaro celestial, el aspecto aviar del dios [maya] llamado Itzamná". 
La estela 26, que data del año 628 d. C., representa la mencionada guerra con Palenque.   Este monumento marca la primera vez que una estela en Piedra Negras presentó tallas en múltiples lados (que, en este caso, eran textos de dedicatoria).  La Estela 26 está alineada con la Estela 35 de Itzam Kʼan Ahk II, y transmite «una imagen de continuidad, repetición y renovación a lo largo del tiempo y a través de las generaciones».  La Estela 31, que data de alrededor del año 637 d. C. y representa la guerra con Sak Tzʼiʼ,  se levantó frente a las Estructuras R-3 y R-4 — la ubicación de muchos de los primeros monumentos de Piedras Negras.  Esta estela también era extremadamente alta, de unos 4.5–5 metros de altura, y contaba con una plataforma de "expansión" que permitía una observación más fácil. 
Tanto la estela 26 como la 31 presentan otro tema popular en Kʼinich Yoʼnal Ahk I: el motivo del "rey guerrero". Este diseño a menudo representa al rey mirando hacia adelante, luciendo un gran tocado que presenta la iconografía de la "Serpiente de Guerra de Teotihuacán". 

### Pirámide R-5
Es probable que Kʼinich Yoʼnal Ahk I haya sido enterrado en la pirámide R-5, basándose principalmente en la evidencia del Panel 4, elaborado por Itzam Kʼan Ahk I. Esta talla etiqueta explícitamente la pirámide como el muk (es decir, el entierro) de Kʼinich Yoʼnal Ahk I, y registra cómo Itzam Kʼan Ahk I dedicó o reabrió ceremonialmente la estructura.  A pesar de este testimonio, nunca se ha encontrado ningún cuerpo en la pirámide, aunque la búsqueda se complicó (y finalmente se abandonó) debido a los detritos sueltos que dejaron los saqueadores.  La mayor parte de la pirámide probablemente fue construida después de la muerte de Kʼinich Yoʼnal Ahk I,  probablemente bajo la supervisión de Itzam Kʼan Ahk I,  quien finalmente levantó seis estelas en su base. 